# والنتیم کاروالیو
والنتیم کاروالیو (به انگلیسی: Valentin Carvalho)، در حدود سال ۱۵۵۹ در لیسبون، پرتغال متولد شد و در سال ۱۶۳۱ در گوا (هند) درگذشت
، یک کشیش یسوعی پرتغالی، مبلغ مذهبی در ژاپن و ماکائو است: او اولین مبلغان یسوعی را به ویتنام فرستاد.
در آغاز سال ۱۶۲۶ او برای شرکت در چهارمین جماعت استانی (۱۶۲۶) در گوا به هند بازگشت. او چند سال بعد در سال (۱۶۳۱) در آنجا درگذشت.
پدر والنتیم کاروالیو دربارهٔ ویلیام آدامز (دریانورد) نوشته‌است: «آدامز پس از آموختن زبان، با توکوگاوا ایه‌یاسو رابطه پیدا کرد و در هر زمانی که مایل بود می‌توانست وارد کاخ او شود». پدر والنتیم کاروالیو همچنین را به عنوان «مهندس و ریاضیدان بزرگ» توصیف کرده است.